# 1978 en Tunisie
Chronologie de la Tunisie
- 1974
- 1975
- 1976
- 1977
- 1978
- 1979
- 1980
- 1981
- 1982

Cet article présente les faits marquants de l'année 1978 en Tunisie ou relatifs à la Tunisie.

## Événements
- Le président Habib Bourguiba condamne les accords de Camp David sous la pression de ses partenaires[1], ce qui, en contrepartie, vaudra à la Tunisie d'accueillir le siège de la Ligue arabe puis celui de l'OLP[2].

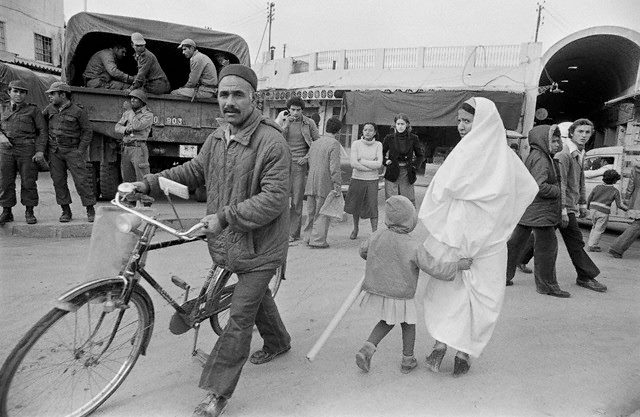
26 janvier 1978- : Jeudi noir.

- 26 janvier : l’armée réprime une grève générale connue sous le nom de Jeudi noir, provoquant 51 morts selon des sources officielles[3].
- janvier-février : plusieurs procès ont lieu dans les jours qui suivent le Jeudi noir ; ils conduisent à la condamnation de quelque 500 personnes dont une majorité de syndicalistes.
- juillet : la chambre criminelle de la cour d'appel de Sfax condamne 39 responsables syndicaux de la région à des peines de prison allant jusqu'à deux ans et demi de prison.
- août : la chambre criminelle de Sousse invoque son incompétence dans le procès de 101 syndicalistes et le renvoie à la Cour de sûreté de l'État ; douze d'entre eux voient leur inculpation maintenue en novembre ; le procès de quarante dirigeants syndicalistes de la région de Tunis, accusés de nombreux chefs d'inculpation dont celui d'incitation au désordre, au meurtre et au pillage puni par la peine de mort par le code pénal à cette époque, s'ouvre à la même période dans la capitale.
- octobre : le secrétaire général de l'UGTT, Habib Achour, est condamné à dix ans de travaux forcés ; quatorze autres syndicalistes sont condamnés à des peines allant de six mois de prison à dix ans de travaux forcés alors que six autres inculpés bénéficient d'un sursis et sept autres sont acquittés ; l'ensemble des condamnés est libéré quelques mois plus tard.
- 2-5 novembre : le IXe sommet arabe de Bagdad a lieu en l’absence de l’Égypte ; les accords de Camp David sont rejetés à l’unanimité et les participants étudient un transfert du siège de la Ligue arabe du Caire à Tunis[4].

## Sports
- Championnats de Tunisie d'athlétisme 1978

### Football
- Équipe de Tunisie de football à la Coupe du monde 1978
- Équipe de Tunisie de football en 1978
- Championnat de Tunisie de football 1977-1978
- Championnat de Tunisie de football 1978-1979
- Coupe de Tunisie de football 1978-1979

### Handball
- Championnat de Tunisie masculin de handball 1977-1978
- Championnat de Tunisie masculin de handball 1978-1979

### Volley-ball
- Équipe de Tunisie de volley-ball en 1978
- Championnat de Tunisie masculin de volley-ball 1977-1978
- Championnat de Tunisie masculin de volley-ball 1978-1979

## Culture
- Deux Larrons en folie, film tunisien réalisé en 1978 par Ali Mansour.
- La Noce, film tunisien réalisé en 1978 par Fadhel Jaïbi et Fadhel Jaziri, est l'adaptation de la pièce de théâtre éponyme représentée en 1976[5], elle-même inspirée de La Noce chez les petits bourgeois de Bertolt Brecht.

## Naissances en 1978
- Naissance en Tunisie en 1978

## Décès en 1978
- Décès en Tunisie en 1978